# Bythinella padiraci
Bythinella padiraci is een slakkensoort uit de familie van de Hydrobiidae. De wetenschappelijke naam van de soort is voor het eerst geldig gepubliceerd in 1903 door Locard.